# Rozadora

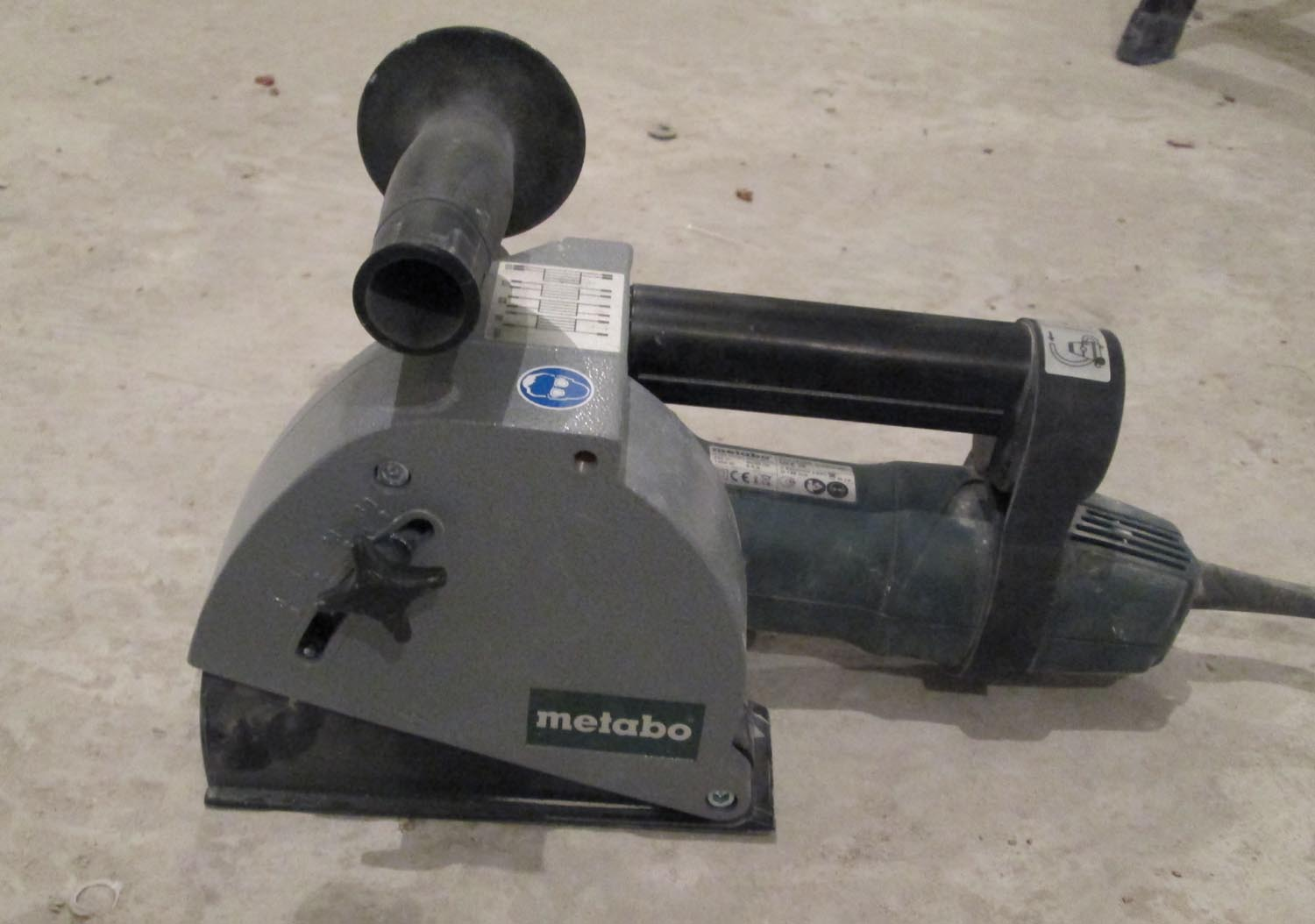
Rozadora.

Una rozadora es una herramienta utilizada para realizar rozas o regatas por donde introducir canalizaciones (tubos para cableado, tuberías de fluidos por paredes, suelo, etc.).

## Tipos
Existen dos tipos:

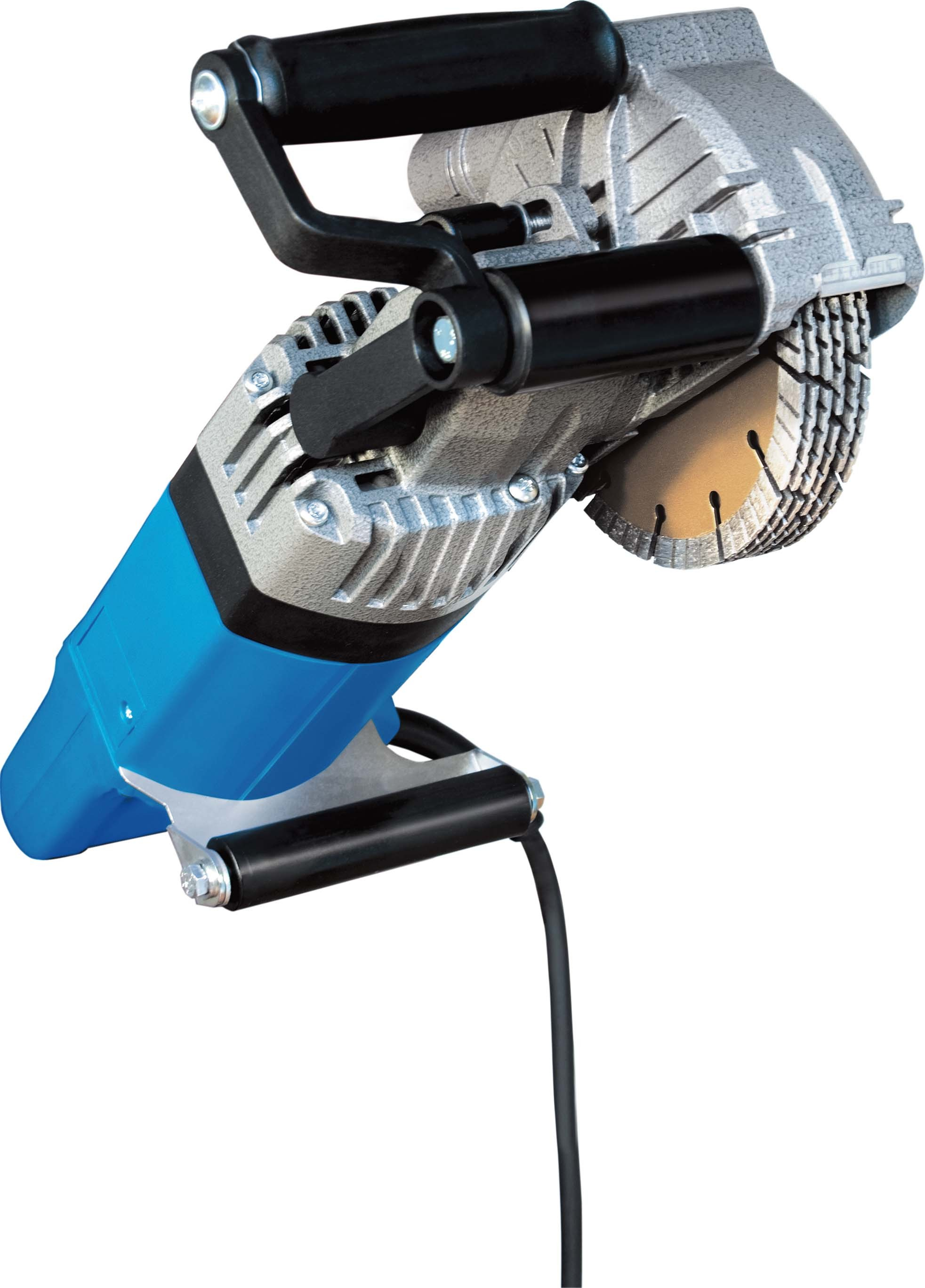
Rozadora con soporte para 6 discos.

- Sistema con dos discos radiales gemelos separados el mismo ancho de la roza que se desea hacer.
- Sistema de fresa: una fresa giratoria se introduce en la superficie y se va desplazando por ella creando la roza.